# Aziza Mustafa Zadeh
Aziza Mustafa Zadeh (azerbajdžansko Əzizə Mustafazadə), azerbajdžanska jazzovska pevka, pianistka in skladateljica, * 19. december 1969, Baku, Azerbajdžanska SSR, Sovjetska zveza. 
Zadehova je znana po izvajanju mešanice jazza, jazz fusiona in mugama z vplivi klasične in avantgardne glasbe.

## Življenjepis
Aziza se je rodila 19. decembra 1969 v Bakuju glasbenikoma Vagifu in Elzi Mustafa Zadeh (rojeni Bandzeladze). Vagif je bil pianist in skladatelj, znan po ustvarjenju mešanice stilov jazz fusiona in mugama, kar izvaja tudi Aziza. Elza je klasično izobražena pevka iz Gruzije.
Azizini starši so njeno občutljivost za glasbo prvič opazili, ko je bila stara osem mesecev. Njen oče je enkrat improviziral na klavirju v mugam modusu, znanem kot "Shur", ki vzbuja zelo globoke, žalostne občutke. Med igranjem njenega očeta je Aziza pričela jokati. Vsi so se spraševali kaj se dogaja, potem pa je njena mati spoznala, da gre za povezavo med Azizinimi občutki in glasbo. Tedaj je mati rekla očetu naj zaigra v drugi, veseli lestvici. Vagif je zaigral, Aziza pa je prenehala jokati in se pričela delati nekakšne plesne gibe. Na materino pobudo je oče zopet zaigral v prvotnem otožnem modusu, Aziza pa je pričela jokati še glasneje kot prvič.
Aziza se je udejstvovala v vseh vejah umetnosti, posebno v plesu, slikanju in petju. Ko je bila stara tri leta, je nastopila skupaj z očetom. Že kmalu je pričela s klasičnim šolanjem klavirja in pokazala posebno zanimanje za dela znanih skladateljev Johanna Sebastiana Bacha in Frédérica Chopina. Pokazala je tudi talent za improvizacijo.
16. decembra 1979 je v Taškentu za posledicami srčnega infarkta umrl Vagif. Star je bil komaj 39 let. Njena mati se je zato odrekla svoji pevski karieri in pomagala hčerki pri razvijanju lastnih glasbenih talentov.
Leta 1988 se je Aziza udeležila klavirskega tekmovanja Theloniousa Monka v Washingtonu, D. C. Njen slog, z vplivi mugama je pripomogel k tem, da je skupaj z Američanom Mattom Cooperjem osvojila tretje mesto. Okrog tega časa se je z materjo preselila v Nemčijo.
Leta 1991 je izdala svoj debitantski studijski album, Aziza Mustafa Zadeh. Na albumu se sliši vpliv Chicka Coree in Keitha Jarretta, pa tudi glasbe Bližnjega vzhoda. S svojim drugim studijskim albumom, Always, je osvojila prestižno nemško glasbeno nagrado Phono Academy Prize in nagrado Echo Prize, ki jo podeljuje Sony. Koncertirala je v številnih državah in izdala še nekaj albumov. Zadnjega, Generations, je izdala leta 2020.
Trenutno prebiva v Mainzu v Nemčiji, skupaj z materjo, ki je tudi njena menedžerka. Njeni najljubši prostočasni aktivnosti sta slikanje in spanje. Je vegetarijanka. Verjame v Boga, čeprav sama ne pripada nobeni religiji.

### Baku Jazz Festival 2007
Junija 2007 je Aziza obiskala Azerbajdžan in se udeležila Baku Jazz Festivala. Izvedla je koncert v Azerbajdžanskem državnem gledališču, ob koncu festivala pa je izvedla zaključni koncert v odprtem Zelenem gledališču.

## Izbrana diskografija
- Aziza Mustafa Zadeh (1991)
- Always (1993)
- Dance of Fire (1995)
- Seventh Truth (1996)
- Jazziza (1997)
- Inspiration – Colors & Reflections (2000)
- Shamans (2002)
- Contrasts (2006)
- Contrasts II (2007)
- Generations (2020)